# Where in the World Is Carmen Sandiego?
Where in the World Is Carmen Sandiego? — образовательная компьютерная игра, выпущенная компанией Brøderbund в 1985 году. Первоначально игра распространялась вместе с «Альманахом мира» и «Книгой фактов», изданной Pharos Books. Она стала первым продуктом в популярной франшизе «Кармен Сандиего».
В 1992 году вышла Делюкс-версия игры, она включала дополнительную анимацию и переработанный интерфейс. Некоторые из дополнительных функций включали в себя: «оцифрованные фотографии из National Geographic, более 3200 подсказок, музыку из Smithsonian / Folkways Recordings, 20 злодеев, 60 стран и 16 карт». Версии на CD-ROM для MS-DOS и Macintosh были выпущены в 1992 году, а версия для Windows в 1994 году.

## Игровой процесс
В игре игрок играет роль новичка в детективном агентстве ACME, которому поручено выслеживать преступников из V.I.L.E., похищающих предметы искусства по всему миру. Опрашивая очевидцев, исследуя улики и применяя свои знаения в географии (в чём может помочь «Альманах мира»), сыщик должен преследовать преступника по всему миру. Успешное раскрытие преступлений увеличивает ранг игрока в детективном агентстве и дает доступ к более сложным делам. В конечном итоге сыщик должен выследить лидера V.I.L.E. — саму Кармен Сандиего.
Изначально игра не задумывалась как образовательная, но в результате оказалась очень успешной в качестве инструмента обучения в школах. До 1995 года было продано более 4 миллионов копий игры, что побудило Brøderbund к созданию франшизы. Позже игра была адаптирована к игровому шоу которое выпускалось общественной вещательной компанией PBS и выходило с 1991 по 1995 год. Также по мотивам игры компанией DIC Entertainment был снят мультфильм, который выпускался с 1994 по 1999 годы. В 2019 году в рамках франшизы стриминговым сервисом Netflix был снят мультипликационный приквел «Кармен Сандиего». 13 марта 2019 года компания Google встроила в сервис Google Планета Земля одноимённую мини-игру.